# Spongilla shikaribensis
Spongilla shikaribensis är en svampdjursart som beskrevs av Sasaki 1934. Spongilla shikaribensis ingår i släktet Spongilla och familjen Spongillidae.
Artens utbredningsområde är havet kring Japan. Inga underarter finns listade i Catalogue of Life.